# Cepoy
Cepoy ist eine französische Gemeinde mit 2.346 Einwohnern (Stand: 1. Januar 2022) im Département Loiret in der Region Centre-Val de Loire. Sie gehört zum Arrondissement Montargis und zum  Kanton Châlette-sur-Loing. Die Einwohner werden Cepoyen(ne)s genannt.
Die Gemeinde erhielt 2022 die Auszeichnung „Drei Blumen“, die vom Conseil national des villes et villages fleuris (CNVVF) im Rahmen des jährlichen Wettbewerbs der blumengeschmückten Städte und Dörfer verliehen wird.

## Geografie
Durch Cepoy fließen der Canal du Loing und der Loing, in den hier der Bézonde mündet. Umgeben wird Cepoy von Girolles im Norden und Nordwesten, Fontenay-sur-Loing im Norden, Paucourt im Osten, Châlette-sur-Loing im Süden sowie Corquilleroy im Westen und Südwesten.
Durch die Gemeinde führen die Autoroute A19 und die frühere Route nationale 7 (heutige D2007).
Die Gemeinde besaß einen Haltepunkt an der Bahnstrecke Moret-Veneux-les-Sablons–Lyon-Perrache, welcher heutzutage nicht mehr bedient wird.

## Geschichte

### Internierungslager Cepoy
In der alten Glashütte von Montenon wurden bereits seit 1937 republikanische Flüchtlinge aus dem Spanischen Bürgerkrieg untergebracht. Ende 1939/Anfang 1940 wurde dann auf diesem Gelände ein Centre de Rassemblement d’Etrangers (CRE, Sammelstelle für Ausländer) eingerichtet. In diesem Internierungslager wurden von Januar bis Juni 1940 im Loiret ansässige Staatsangehörige feindlicher Mächte untergebracht: vor allem Deutsche und Österreicher. Das Lager war für etwa 1.000 Internierte ausgelegt.
Den Internierten, die überwiegend  Asylrecht genossen, sei von den Behörden angeboten worden, sich für die Fremdenlegion zu verpflichten, nach Übersee auszuwandern oder sich in die Compagnies de Trabvailleurs Étrangers (CTE, Dienstleister-Kompanien) einzugliedern, die für gemeinnützige Arbeiten eingesetzt wurden. Auf diese Weise hätte ein relativ großer Prozentsatz das Lager verlassen können. Nach Eggers hat es sich bei den in Cepoy Internierten um Menschen gehandelt, die nicht der seit dem 12. April 1939 in Frankreich obligatorischen Pflicht für alle männlichen Ausländer zwischen 20 und 40 Jahren unterlagen, gemeinnützige Arbeiten zu leisten.:S. 54
In der ersten Juniwoche 1940 wurde angesichts der bevorstehenden Ankunft der deutschen Wehrmacht beschlossen, alle Gefangenen nach Südfrankreich zu evakuieren, nach Eggers in das Camp des Milles.:S. 69 In das nun leere Camp in Cepoy wurden am 10. Juni 1940 übergangsweise Franzosen verlegt: gewöhnliche Gefangene und politische Häftlinge. Es handelte sich um 1.000 Häftlingen und 300 Aufseher, die sich am Morgen des 15. Juni 1940 zu Fuß auf den Weg in Richtung Süden machten. Den Bewachern war der Befehl erteilt worden, keine Nachzügler zurücklassen. 

„Diese strengen Anweisungen wurden befolgt. Diejenigen, die aufgrund von Müdigkeit, aufgrund ihres Alters, Gebrechen oder Erschöpfung nicht mehr weiter konnten, wurden erschossen und ihre Körper zurückgelassen. Acht Leichen wurden nach dem Durchzug dieses traurigen Konvois gefunden. Die Deutschen trafen kurz vor der Ankunft der Überlebenden in Bonny-sur-Loire ein, und alle, Wachen und Gefangene, vergnügten sich in der Natur.“

## Bevölkerungsentwicklung
| 1962 | 1968 | 1975 | 1982 | 1990 | 1999 | 2006 | 2018 |
| ---- | ---- | ---- | ---- | ---- | ---- | ---- | ---- |
| 1664 | 1584 | 1543 | 1856 | 1993 | 2064 | 2292 | 2381 |

## Sehenswürdigkeiten

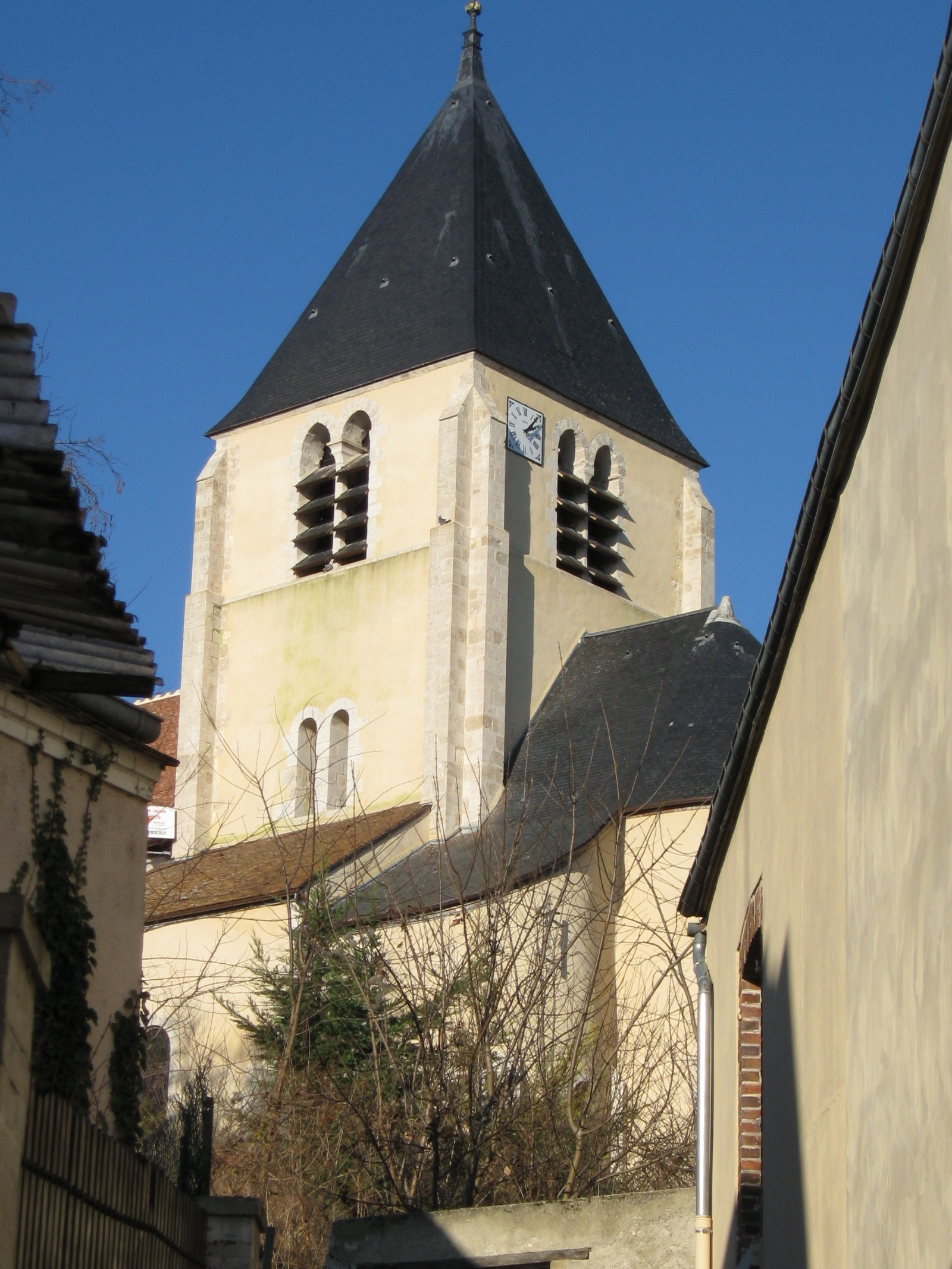
Kirche Saint-Loup

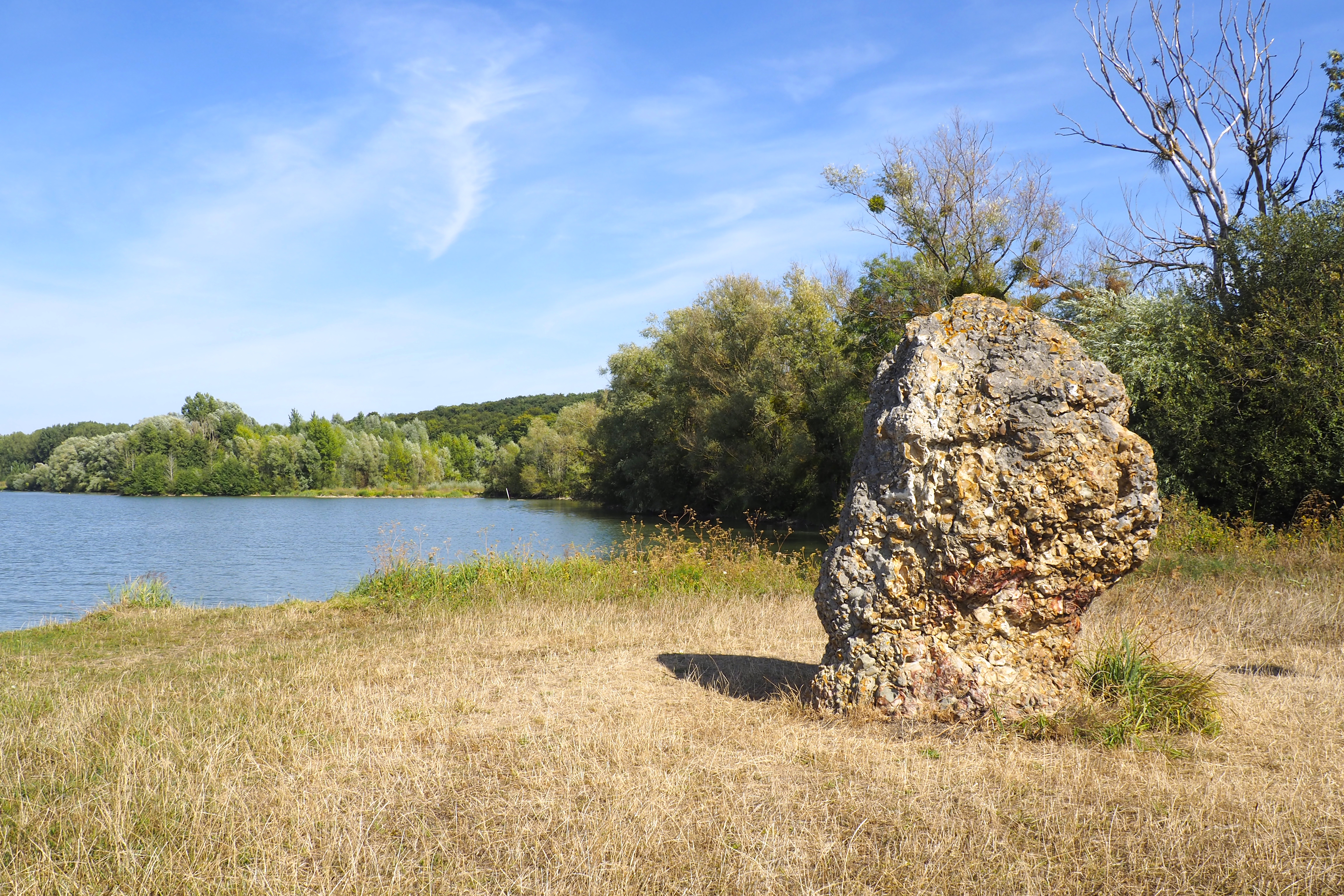
Pierre-aux-Fées auf einer Flussinsel

- Kirche Saint-Loup, Ende des 11. Jahrhunderts erbaut, im 19. Jahrhundert restauriert, seit 1981 als Monument historique eingeschrieben
- Haus der Kanaldirektion (heutige Jugendherberge) aus dem ausgehenden 17. Jahrhundert, seit 1999 in Teilen als Monument historique eingeschrieben
- Schloss Cepoy, 1358 im 100-jährigen Krieg zerstört, Ende des 14. Jahrhunderts wieder aufgebaut, im 17. Jahrhundert umgebaut
- Mühle an der Schleuse von 1530
- Prähistorische Fundstätte „La Pierre-aux-Fées“ am Lieu-dit La Grosse Pierre, seit 1977 als Monument historique klassifiziert

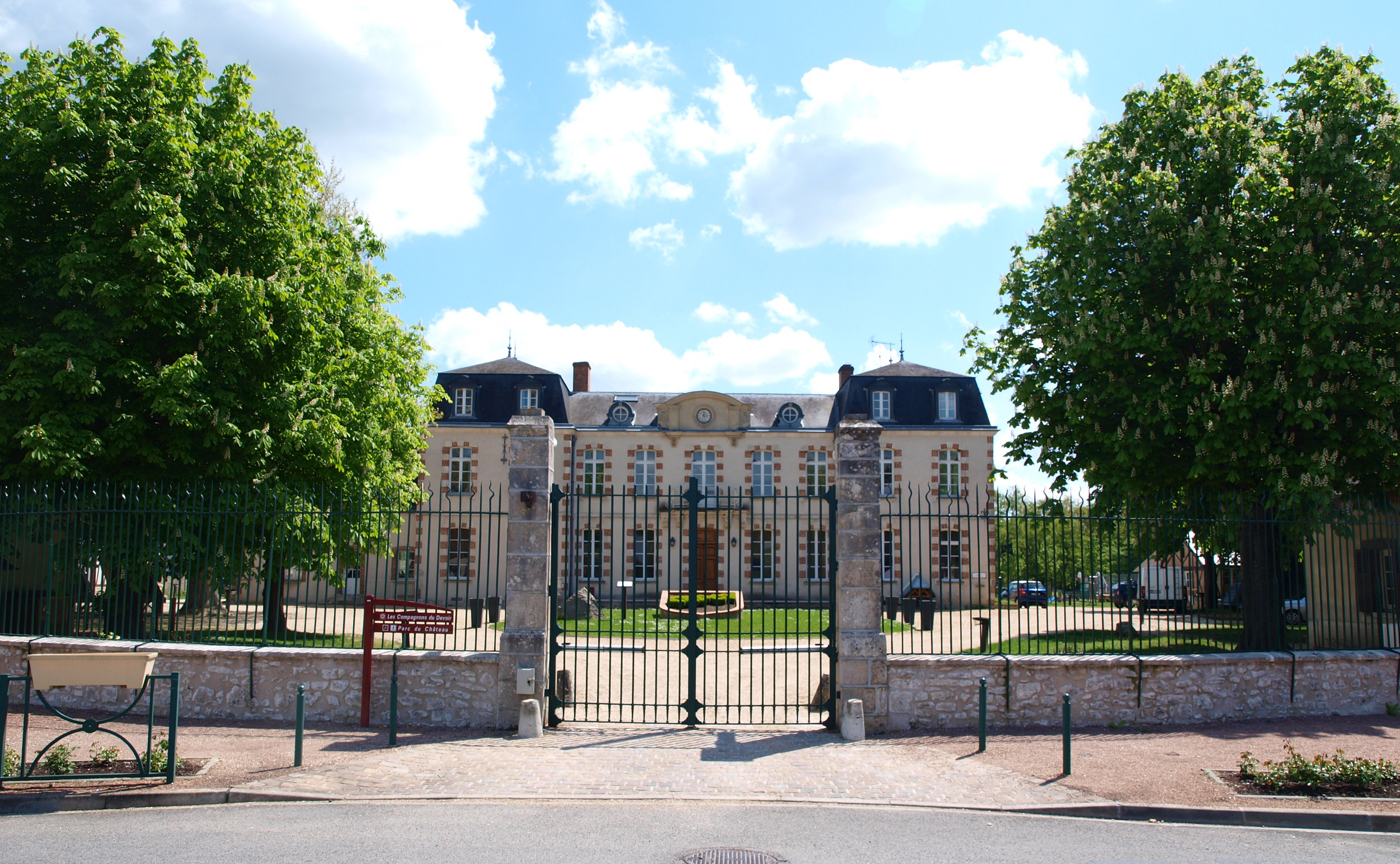
Schloss Cepoy

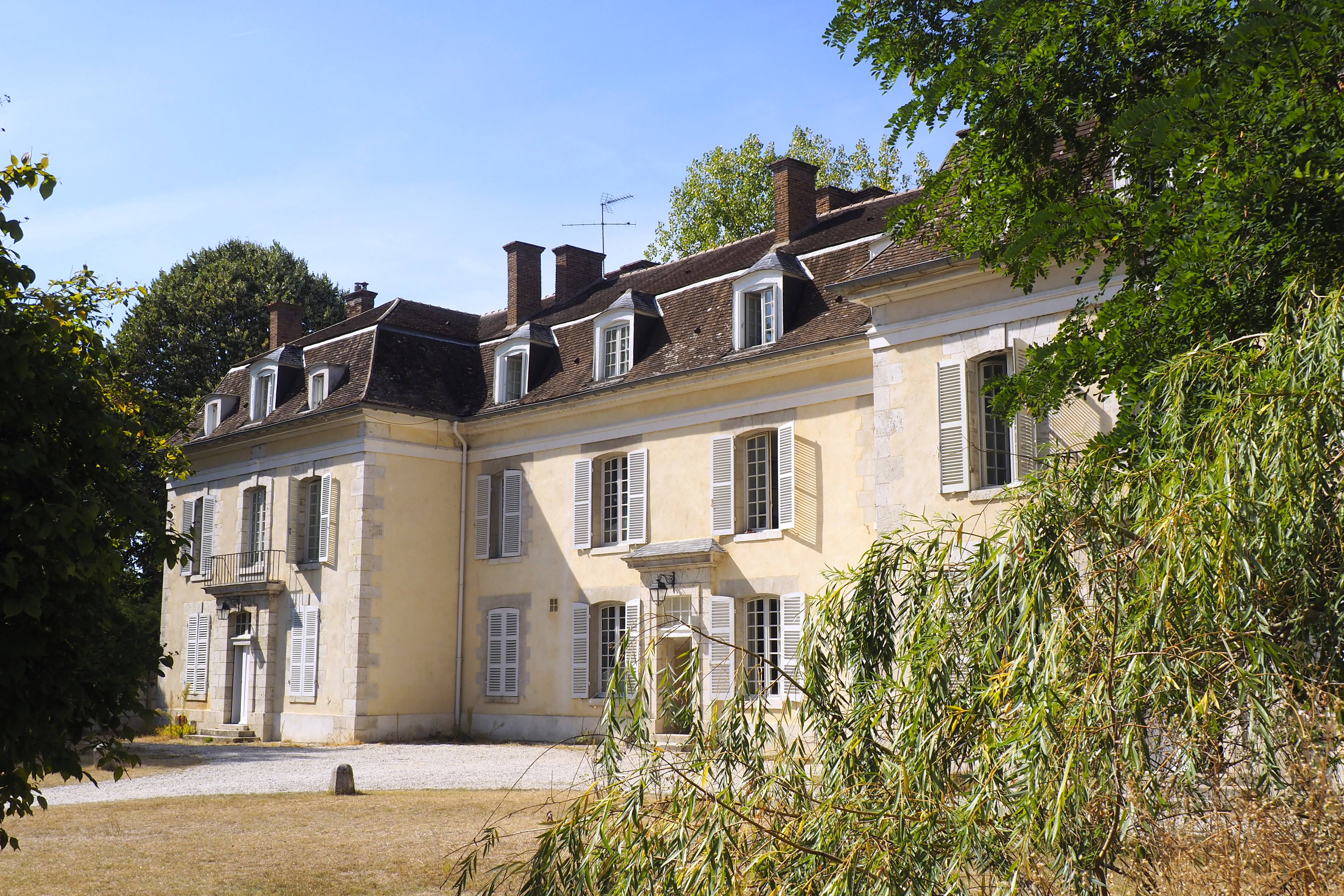
Haus der Kanaldirektion

## Persönlichkeiten
- Rémy Julienne (1930–2021), französischer Stuntman, u. a. bei James-Bond-Filmen beteiligt, geboren in Cepoy

## Gemeindepartnerschaft
Mit der schwedischen Gemeinde Dals-Ed besteht eine Partnerschaft.